# Chris Kröll
Christian „Chris“ Kröll (* 3. Juli 1980 in Schwaz, Tirol) ist ein österreichischer Profisnowboarder. Er lebt zurzeit in Mayrhofen.
Kröll fährt erfolgreich internationale Bewerbe und ist Mitglied der Ästhetiker, einer Freestyle-Snowboardgruppe aus dem Zillertal, mit welcher er entweder zu Wettkämpfen antritt, oder Filme bzw. ähnliche Promotion-Clips produziert.

## Erfolge
- Januar 2003 - 3. Platz beim Best Trick Burton European Open Livigno
- März 2004 - 3. Platz beim "Wängl Tängl" Mayrhofen
- Oktober 2004 - 2. Platz beim 19. Snowboarder Opening Kaunertal
- Dezember 2004 - 5. Platz beim Air & Style Snowboard Festival
- April 2005 - 2. Platz beim Spring Battle Flachauwinkl
- April 2005 - 2. Platz beim Spring Classic Session Kaunertal
- Juli 2005 - 3. Platz beim "Speedy Experience Brazil Big Air" Tarunda